# Lysá hora, Mähren-Schlesien
Lysá hora är ett berg i Tjeckien. Det ligger i den östra delen av landet i regionen Mähren-Schlesien. Toppen på Lysá hora är 1 323 meter över havet.